# لحظة شينوبي
لحظة شينوبي (باليابانية: 忍の一時) هو مسلسل أنمي ياباني أصلي قادم من إنتاج شركة DMM.com ورسم استوديو ترويكا ومن المقرر صدوره في أكتوبر 2022.